# Oligodentatus
Oligodentatus – rodzaj roztoczy z kohorty żukowców i rodziny Digamasellidae.

## Morfologia
Pajęczaki o ciele podzielonym na gnatosomę i idiosomę. Gnatosoma ma pięcioczłonowe nogogłaszczki z członem ostatnim zaopatrzonym w dwuwierzchołkowy pazurek. Epistom ma dwa lub trzy wyrostki na przedzie. Szczękoczułki mają trzy ząbki na palcu ruchomym. Idiosoma ma zaokrąglony brzeg tylny i od wierzchu nakryta jest dwoma wyraźnie oddzielonymi tarczkami: podonotalną (prodorsum) nad podosomą i opistonotalną (postdorsum) nad opistosomą. Szczecinki r4 i r5 leżą na tarczce podonotalnej, a szczecinek r6 brak zupełnie. Przednia krawędź tarczki opistonotalnej pozbawiona jest środkowego wcięcia. Spód podosomy ma sześć szeregów ząbków deutosternalnych. Tarczki brzuszna i analna zlane są w tarczkę wentro-analną. Pierwsza para szczecinek wentralnych rzędu zewnętrznego leży na niezesklerotyzowanym oskórku przed przednią krawędzią tejże tarczki. Odbyt jest niepowiększony i zajmuje mniej niż piątą część długości tarczki wentro-analnej. Odnóża czwartej pary mają sześć lub osiem szczecinek na kolanach i goleniach.

## Taksonomia
Takson ten wprowadzony został w 1980 roku przez Jurija Szczerbaka. Gatunkiem typowym został wyznaczony Oligodentatus tridentatus. W 1982 roku ranga została mu przez Wernera Hirschmanna i Jerzego Wiśniewskiego obniżona do podrodzaju w obrębie rodzaju Dendrolaelaps, jednak później wyniesiono go powtórnie do rangi rodzaju.
Do rodzaju tego należą cztery opisane gatunki:
- Oligodentatus certus Barilo, 1989
- Oligodentatus fimetarius (Karg, 1965)
- Oligodentatus shcherbakae Barilo, 1989
- Oligodentatus tridentatus Shcherbak et Bregetova, 1980